# Tasanapol Inthraphuvasak
Tasanapol Inthraphuvasak (thaï : ทัศนพล อินทรภูวศักดิ์), né le 14 novembre 2005, est un pilote automobile thaïlandais. En 2025, il participe au championnat de Formule 3 FIA avec Campos Racing.
Il fait ses débuts en sport automobile lors du championnat des Émirats arabes unis de Formule 4 2021et participe ensuite à plusieurs autres championnats de Formule 4, notamment la Formule 4 française, britannique et espagnole, remportant des victoires dans les deux dernières. En 2023, il dispute le championnat du Moyen-Orient de Formule Régionale  avec Pinnacle VAR. Il rejoint la Formule 3 FIA en 2024 avec AIX.

## Carrière

### Karting
Inthraphuvasak s'engage en karting en 2013 et participe à des championnats en Thaïlande, ainsi qu'à travers l'Asie, jusqu'en 2017. Cette année-là, il s'engage également aux États-Unis et en Europe. Son père, Vutthikorn Inthraphuvasak, est également pilote, principalement engagé en Grand Tourisme.
Il termine vice-champion de l'Asian Kart Open Championship en 2017 et de la série IAME Asia en 2018. En 2019, il participe au Championnat d'Europe FIA Karting dans la catégorie OK Junior avec l'équipe KR Motorsport.

### Formule 4

#### 2021
Inthraphuvasak fait ses débuts en sport automobile en janvier 2021 en participant au Championnat des Émirats arabes unis de Formule 4 avec l'équipe Xcel Motorsport. Il terminé 5ᵉ place du championnat avec trois podiums, dont une deuxième place comme meilleur résultat.
Le 12 mars 2021, il est annoncé qu'il rejoint Carlin pour disputer le Championnat britannique de Formule 4 2021,. Il est disqualifié de la troisième course lors de la manche d'ouverture au circuit de Thruxton pour ne pas avoir respecté le drapeau noir et orange. Au cours du reste de la saison, il monte trois fois sur le podium, remportant notamment la course à grille inversée lors de la dernière manche à Brands Hatch. Il termine 10ᵉ du championnat avec 123 points.
Il participe également, en tant que pilote invité, à la troisième manche du Championnat de France de Formule 4 2021 sur l'Hungaroring. Il monte deux fois sur le podium au cours du week-end.

#### 2022
Inthaphuvasak revient dans le championnat de Formule 4 UAE 2022 avec MP Motorsport, pour une deuxième saison. Il décroche la pole position de la première course de la première manche, disputée sur le circuit de Yas Marina. Il obtient la victoire lors de la troisième victoire après que des pénalités post-course aient été infligées. Il termine 7e du championnat.
Il rejoint également le championnat d'Espagne de Formule 4, toujours avec MP Motorsport,.Il prend la pole position de la troisième course de la première épreuve, disputée sur le circuit international de l'Algarve qu'il convertit ensuite en victoire, sa seule de la saison,.

### Formule Régionale

#### 2022
Fin 2022, en préparation d'une campagne complète en Formule Régionale l'année suivante, le Thaïlandais s'associe à Graff Racing pour participer à deux manches de la catégorie monoplace de l'Ultimate Cup Series. Dès ses débuts, Inthaphuvasak réalise la pole position et remporte sa première course dans le championnat, disputée sur l'Hockenheimring. Il remporte ensuite cinq de ses six courses dans le championnat, dans un peloton comprenant notamment Nicolas Prost.

#### 2023
Inthaphuvasak est annoncé comme titulaire chez Pinnacle VAR pour le championnat du Moyen-Orient de Formule Régionale 2023. Il obtient un podium, terminant troisième lors de la troisième course de la première épreuve, disputée au Dubai Autodrome. Avec trois autres arrivées dans les points, il terminé 19e du championnat avec 19 points, et 8e au championnat rookies.
2024
En 2024, le Thaïlandais fait son retour dans le championnat du Moyen-Orient de Formule Régionale pour la saison 2024, avec PHM AIX Racing. Lors de la première course, il décroche le meilleur tour et termine septième. Lors de la deuxième course de la deuxième manche, il termine deuxième derrière Théophile Naël. Il termine à nouveau deuxième lors de la deuxième course de la manche suivante. Il termine finalement neuvième du championnat avec 86 points.

### Eurocup-3

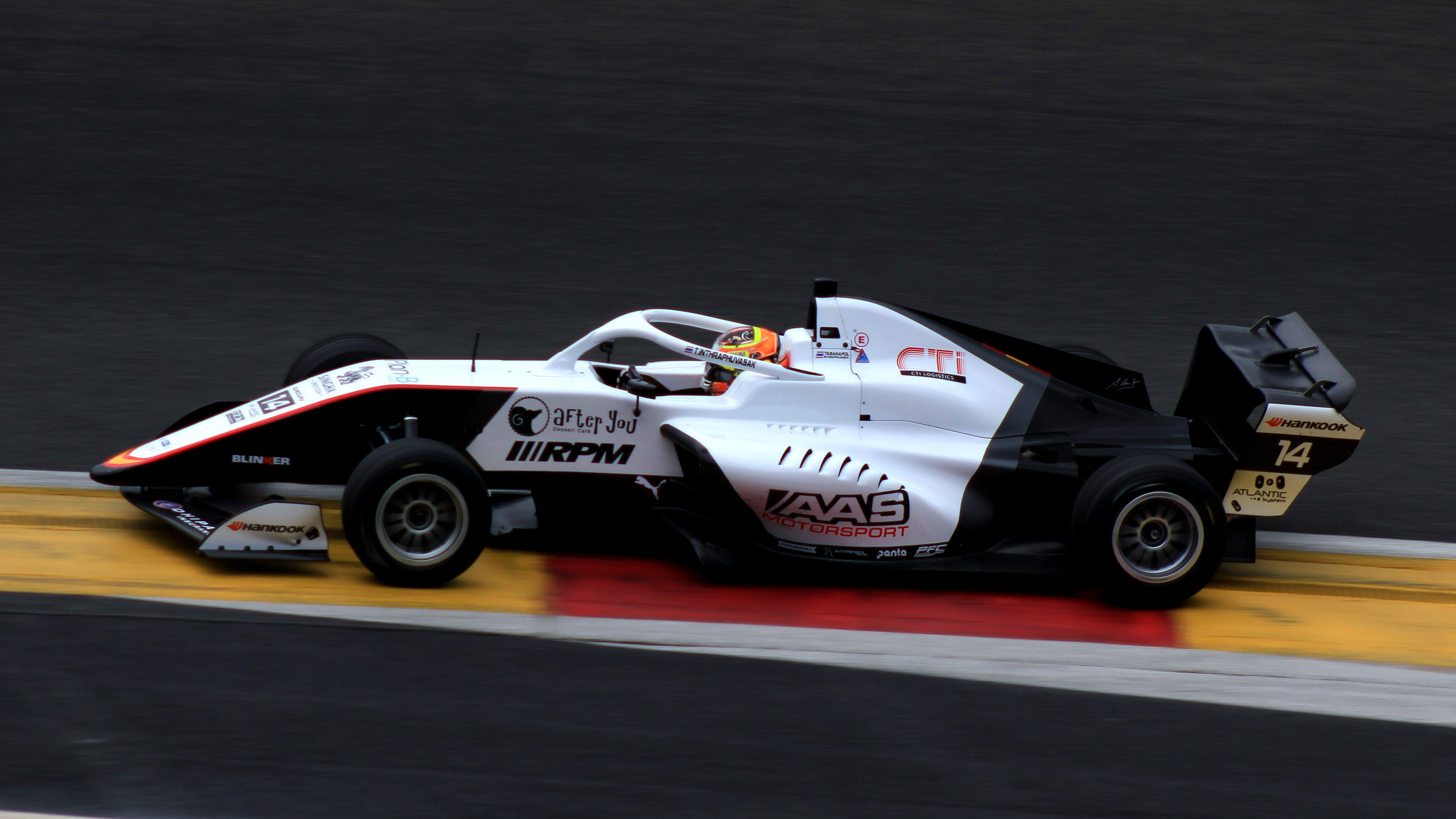
Tasanapol Inthraphuvasak durant la saison 2023 d'Eurocup-3 sur le Circuit de Spa-Francorchamps

Pour sa campagne principale en 2023, Inthraphuvasak rejoint Campos Racing en Eurocup-3. Il décroche sa première pole position lors de la première course de la deuxième épreuve, au MotorLand Aragón. Il doit cependant abandonner lors de la première course ne peut pas prendre le départ de la suivante. Sur le circuit de Zandvoort, il obtient son premier podium lors de la première course, puis son deuxième lors de l'épreuve suivante suivant sur le Circuit de Jerez, lors de la deuxième course. Inthraphuvasak s'adjuge une seconde pole position au Circuito do Estoril et obtient deux deuxièmes places lors de la dernière épreuve, au Circuit de Barcelona-Catalunya. Il termine 6e du championnat avec 142 points.

### Championnat de Formule 3 FIA

#### 2024

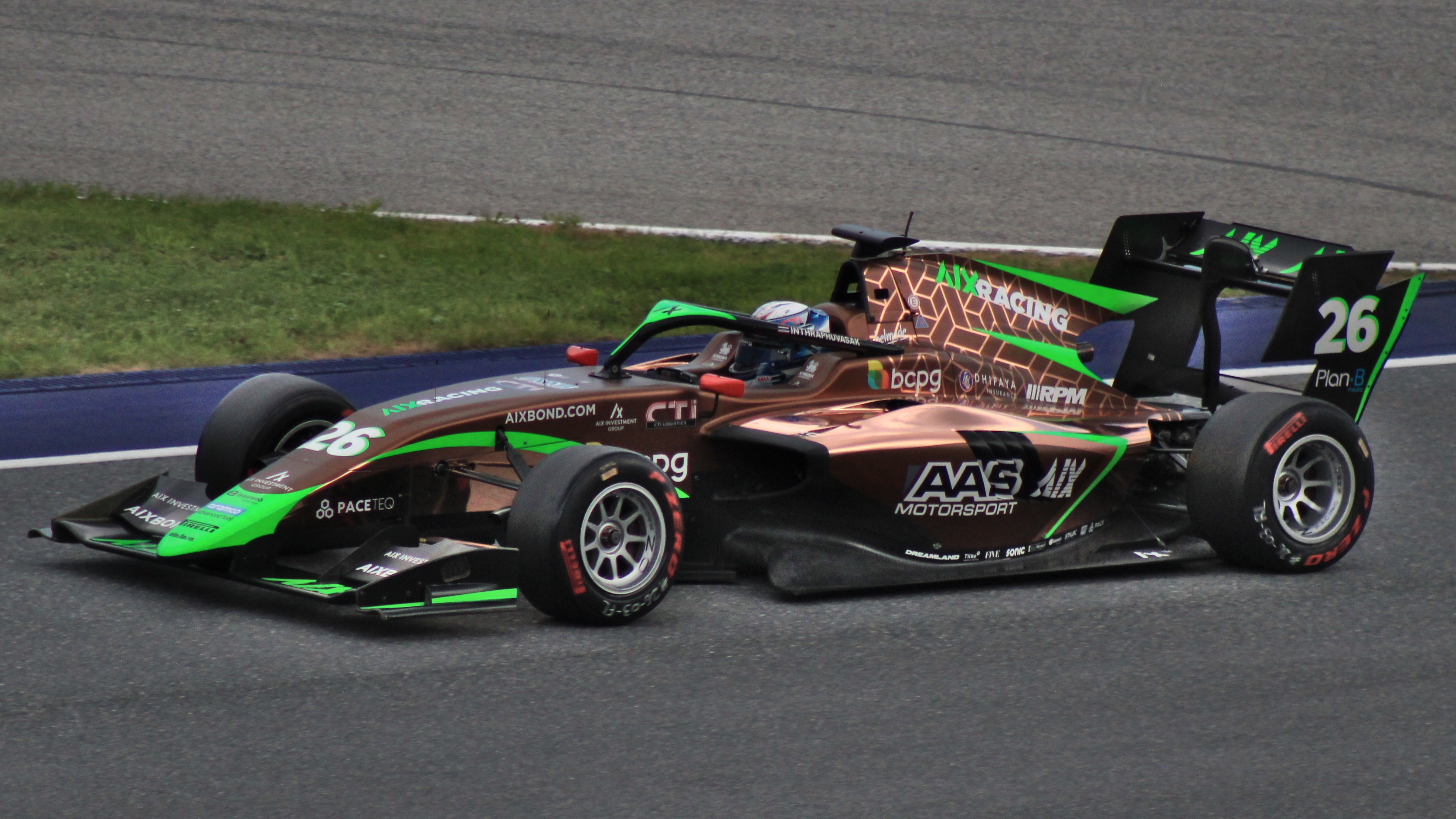
Inthraphuvasak en Formule 3 FIA en 2024 à Spielberg.

Inthraphuvasak rejoint le championnat de Formule 3 FIA 2024 avec AIX Racing. Lors de la manche inaugurale, sur le circuit international de Sakhir, il termine seizième. En Australie, il abandonne lors des deux courses à cause d'accidents. Lors de la course sprint en Hongrie, il décroche son premier podium, terminant derrière son équipier Nikita Bedrin et permettant à AIX Racing d'obtenir son premier doublé en Formule 3. Pour la dernière course de la saison, sur le circuit de Monza, il termine onzième.

#### 2025
En 2025, le Thaïlandais rejoint Campos Racing .

## Résultats en Karting
| Saison     | Championnat                                       | Ecurie              | Position |
| ---------- | ------------------------------------------------- | ------------------- | -------- |
| 2015       | Asian Kart Open Championship - Mini ROK           |                     |          |
| 2016       | Thailand Karting Championship - Mini Kart         |                     |          |
| 2017       | SKUSA SuperNationals XXI - Mini Swift             |                     | 24e      |
| 2017       | Trofeo Delle Industrie - 60 Mini                  | Gamoto ASD          | 11e      |
| 2017       | Asian Kart Open Championship                      |                     | 2e       |
| 2018       | IAME Asia Series - Junior                         |                     | 2e       |
| 2019       | WSK Open Cup - OK Junior                          | KR Motorsport       |          |
| 2019       | German Junior Kart Championship                   | KR Motorsport       |          |
| 2019       | CIK-FIA Karting European Championship - OK Junior | KR Motorsport       |          |
| 2019       | WSK Euro Series - OK Junior                       | KR Motorsport       | 25e      |
| 2019       | WSK Super Master Series - OK Junior               | KR Motorsport       |          |
| 2019       | South Garda Winter Cup - OK Junior                | KR Motorsport       | 12e      |
| 2019       | IAME International Final - X30 Junior             |                     | 33e      |
| 2019       | IAME Euro Series - X30 Junior                     | Piers Sexton Racing | 28e      |
| 2019       | DKM German Championship                           |                     | 3e       |
| 2019       | IAME Asia Cup - Junior                            | I.S. Racing         | 3e       |
| 2019       | IAME Asia Final - Junior                          | I.S. Racing         | 5e       |
| 2020       | South Garda Winter Cup - OK                       | KR Motorsport       | 30e      |
| 2020       | WSK Super Master Series - OK                      | KR Motorsport       | 54e      |
| 2020       | WSK Champions Cup - OK                            | KR Motorsport       | 26e      |
| 2020       | IAME Asia Final - Senior                          | I.S. Racing         | 4e       |
| Sources, : |                                                   |                     |          |

## Résultats en carrière

### Résultats en monoplace
| Saison | Championnat                                      | Écurie                 | Courses | Victoires | Pole positions | Meilleurs tours | Podiums | Points | Classement |
| ------ | ------------------------------------------------ | ---------------------- | ------- | --------- | -------------- | --------------- | ------- | ------ | ---------- |
| 2021   | Championnat des Émirats arabes unis de Formule 4 | Xcel Motorsport        | 20      | 0         | 0              | 0               | 3       | 154    | 5e         |
| 2021   | Championnat de Grande-Bretagne de Formule 4      | Carlin Motorsport      | 30      | 1         | 0              | 0               | 3       | 123    | 10e        |
| 2021   | Championnat de France de Formule 4               | FFSA Academy           | 3       | 0         | 0              | 0               | 2       | 0†     | n.c        |
| 2022   | Championnat des Émirats arabes unis de Formule 4 | MP Motorsport          | 20      | 1         | 2              | 1               | 3       | 163    | 7e         |
| 2022   | Championnat d'Espagne de Formule 4               | MP Motorsport          | 21      | 1         | 1              | 0               | 2       | 63     | 9e         |
| 2022   | Ultimate Cup Series                              | Graff Racing           | 6       | 5         | 3              | 6               | 6       | 164    | 12e        |
| 2023   | Formule Régionale Moyen-Orient                   | Pinnacle VAR           | 15      | 0         | 0              | 0               | 1       | 19     | 19e        |
| 2023   | Eurocup-3                                        | Campos Racing          | 15      | 0         | 2              | 0               | 4       | 142    | 6e         |
| 2024   | Formule Régionale Moyen-Orient                   | PHM AIX Racing         | 15      | 0         | 0              | 2               | 3       | 86     | 9e         |
| 2024   | Formule 3 FIA                                    | AIX Racing             | 20      | 0         | 0              | 0               | 1       | 9      | 24e        |
| 2025   | Eurocup-3 Winter Series                          | Griffin Core by Campos | 3       | 0         | 0              | 0               | 0       | 12     | 16e        |
| 2025   | Formule 3 FIA                                    | Campos Racing          | 17      | 2         | 0              | 1               | 2       | 49     | 12e        |

† Inthraphuvasak étant un pilote invité, il était inéligible aux points.

### Championnat des Émirats arabes unis de Formule 4
(Les courses en gras indiquent une pole position) (Les courses en Italiques indiquent un meilleur tour)
| Saison | Ecurie          | 1         | 2        | 3        | 4        | 5        | 6        | 7        | 8         | 9        | 10       | 11       | 12       | 13       | 14         | 15         | 16        | 17       | 18       | 19        | 20       | C.P | Points |
| ------ | --------------- | --------- | -------- | -------- | -------- | -------- | -------- | -------- | --------- | -------- | -------- | -------- | -------- | -------- | ---------- | ---------- | --------- | -------- | -------- | --------- | -------- | --- | ------ |
| 2021   | Xcel Motorsport | DUB1 1 7  | DUB1 2 8 | DUB1 3 6 | DUB1 4 3 | YMC1 1 6 | YMC1 2 7 | YMC1 3 7 | YMC1 4 3  | DUB2 1 4 | DUB2 2 7 | DUB2 3 9 | DUB2 4 6 | YMC2 1 6 | YMC2 2 Abd | YMC2 3 10  | YMC2 4 2  | DUB3 1 4 | DUB3 2 6 | DUB3 3 10 | DUB3 4 5 | 5e  | 154    |
| 2022   | MP Motorsport   | YMC1 1 14 | YMC1 2 4 | YMC1 3 1 | YMC1 4   | DUB1 1 2 | DUB1 2 3 | DUB1 3 4 | DUB1 4 17 | DUB2 1 6 | DUB2 2 6 | DUB2 3 6 | DUB2 4 8 | DUB3 1 5 | DUB3 2 5   | DUB3 3 Abd | DUB3 4 12 | YMC2 1 7 | YMC2 2 8 | YMC2 3 6  | YMC2 4 9 | 7e  | 163    |

### Championnat du Moyen-Orient de Formule Régionale
(Les courses en gras indiquent une pole position) (Les courses en Italiques indiquent un meilleur tour)
| Saison | Ecurie         | 1         | 2         | 3          | 4         | 5         | 6         | 7         | 8        | 9         | 10        | 11        | 12        | 13       | 14       | 15         | C.P | Points |
| ------ | -------------- | --------- | --------- | ---------- | --------- | --------- | --------- | --------- | -------- | --------- | --------- | --------- | --------- | -------- | -------- | ---------- | --- | ------ |
| 2023   | Pinnacle VAR   | DUB1 1 16 | DUB1 2 10 | DUB1 3     | KUW1 1 Np | KUW1 2 16 | KUW1 3 12 | KUW2 1 11 | KUW2 2 9 | KUW2 3 21 | DUB2 1 23 | DUB2 2 14 | DUB2 3 10 | ABU 1 16 | ABU 2 14 | ABU 3 20†  | 19e | 19     |
| 2024   | PHM AIX Racing | YMC1 1 7  | YMC1 2 5  | YMC1 3 Abd | YMC2 1 9  | YMC2 2    | YMC2 3 14 | DUB1 1 8  | DUB1 2   | DUB1 3 8  | YMC3 1 15 | YMC3 2 13 | YMC3 3 8  | DUB2 1 9 | DUB2 2   | DUB2 3 Abd | 9e  | 86     |

### Championnat d'Eurocup-3
(Les courses en gras indiquent une pole position) (Les courses en Italiques indiquent un meilleur tour)
| Saison | Ecurie        | 1        | 2       | 3          | 4        | 5       | 6       | 7       | 8        | 9         | 10      | 11       | 12      | 13      | 14      | 15      | 16    | C.P | Points |
| ------ | ------------- | -------- | ------- | ---------- | -------- | ------- | ------- | ------- | -------- | --------- | ------- | -------- | ------- | ------- | ------- | ------- | ----- | --- | ------ |
| 2023   | Campos Racing | SPA 1 10 | SPA 2 5 | 'ARA 1 Abd | ARA 2 Np | MNZ 1 5 | MNZ 2 7 | ZAN 1 3 | ZAN 2 24 | JER 1 Ret | JER 2 3 | EST 1 10 | EST 2 4 | CRT 1 4 | CRT 2 6 | CAT 1 2 | CAT 2 | 6e  | 142    |

### Championnat de Formule 3 FIA
(Les courses en gras indiquent une pole position) (Les courses en Italiques indiquent un meilleur tour)
| Saison | Ecurie        | 1          | 2          | 3           | 4           | 5           | 6          | 7          | 8          | 9          | 10         | 11         | 12         | 13         | 14         | 15        | 16         | 17         | 18         | 19         | 20         | C.P  | Points |
| ------ | ------------- | ---------- | ---------- | ----------- | ----------- | ----------- | ---------- | ---------- | ---------- | ---------- | ---------- | ---------- | ---------- | ---------- | ---------- | --------- | ---------- | ---------- | ---------- | ---------- | ---------- | ---- | ------ |
| 2024   | AIX Racing    | BHR SPR 16 | BHR FEA 19 | MEL SPR Abd | MEL FEA Abd | IMO SPR Abd | IMO FEA 28 | MON SPR 17 | MON FEA 18 | CAT SPR 25 | CAT FEA 26 | RBR SPR 27 | RBR FEA 26 | SIL SPR 20 | SIL FEA 20 | HUN SPR 2 | HUN FEA 14 | SPA SPR 29 | SPA FEA 15 | MNZ SPR 21 | MNZ FEA 11 | 24e  | 9      |
| 2025   | Campos Racing | MEL SPR 4  | MEL FEA 7  | BHR SPR 18  | BHR FEA 16  | IMO SPR     | IMO FEA    | MON SPR    | MON FEA    | CAT SPR    | CAT FEA    | RBR SPR    | RBR FEA    | SIL SPR    | SIL FEA    | SPA SPR   | SPA FEA    | HUN SPR    | HUN FEA    | MNZ SPR    | MNZ FEA    | 10e* | 13*    |

* Saison en cours.